# Karen Gloy

Karen Gloy im April 2016

Karen Gloy (* 21. Dezember 1941 in Itzehoe) ist eine deutsche Philosophin.

## Biografie
Gloy studierte Philosophie, Germanistik, Physik, Kunstgeschichte und Psychologie an der Universität Hamburg und der Universität Heidelberg. Zu ihren Lehrern gehörten unter anderen Carl Friedrich von Weizsäcker, Hans-Georg Gadamer, Karl Löwith, Dieter Henrich, Ernst Tugendhat und Michael Theunissen.
1975 promovierte sie mit einer Arbeit über Immanuel Kant. Ihre Habilitation folgte 1980 mit der Schrift Einheit und Mannigfaltigkeit an der Universität Heidelberg. Zwei Jahre später wurde sie dort außerordentliche Professorin. Von 1985 bis 2007 war sie Ordinaria für Philosophie und Geistesgeschichte an der Universität Luzern (emeritiert seit 2007). Im Jahr 1996 weilte sie für ein Forschungssemester an der Harvard University. Von 2002 bis 2008 war Gloy auch als ständige Gastprofessorin/-dozentin an der Universität Wien tätig. Außerdem lehrte sie bis 2016 am Humboldt-Studienzentrum der Universität Ulm und nahm nach ihrer Emeritierung ab SS 2007 regelmäßig Lehraufträge an der Ludwig-Maximilians-Universität in München bis zur Corona-Pandemie 2020 wahr.
Gloy ist Mitbegründerin der Internationalen Gesellschaft „Systeme der Philosophie“ und Mitglied in den Wissenschaftlichen Beiräten des „Wiener Jahrbuchs“, der „Zeitschrift für Deutsche Philosophie“, Beijing, der „Fichte-Studien“, des „Internationalen Jahrbuchs des Deutschen Idealismus“ und der „Internationalen Zeitschrift für Philosophie“, des „Vereins für Komparative Philosophie und Interdisziplinäre Bildung“, Wien, Rat der „Internationalen UNESCO-Zeitschrift Philosophie, Soziologie und Psychologie“ an der Charkower Nationalen Technischen Universität (Ukraine), Mitglied des Patronatskomitees der Akademie der Generationen Solothurn, Lehrbeauftragte der Seniorenuniversität Luzern. Sie hat Gastprofessuren in aller Welt wahrgenommen, so in China, Taiwan, Japan, Korea, Kolumbien, Argentinien, Brasilien, Peru, Griechenland und Österreich.
Die Schwerpunkte der Arbeiten Gloys wurden durch zwei ihrer Lehrer, Carl Friedrich von Weizsäcker und Dieter Henrich, sowie durch die frühen Begegnungen mit verschiedenen Kulturen geprägt.
Carl Friedrich von Weizsäcker motivierte sie zu naturwissenschaftlichen und naturphilosophischen Fragestellungen, denen nicht nur ihre Dissertation, sondern auch verschiedene andere Werke gewidmet sind.
Die Anregung zur Beschäftigung mit spekulativer Philosophie kam von Dieter Henrich. Dieses Interesse bildete sich zunächst in der Auseinandersetzung mit dem Deutschen Idealismus, Immanuel Kant, Johann Gottlieb Fichte, Georg Wilhelm Friedrich Hegel und Friedrich Wilhelm Joseph Schelling heraus. Diesbezügliche Untersuchungen sowohl zu historischen Gestalten des Idealismus wie auch selbständige Überlegungen zur Dialektik erwuchsen zu fundamentalem Interesse und fanden ihren Niederschlag in Karen Gloys Habilitationsschrift sowie in anderen Werken und Aufsätzen.
Gastprofessuren und Vorträge in aller Welt (Europa, Asien, Ostasien, Nord- und Südamerika) brachten Karen Gloy in Kontakt mit heterogenen Kulturen, Mentalitäten und Denkweisen. Daraus ergab sich die Fragestellung nach verschiedenen Rationalitätstypen und Denkmustern, die Thema verschiedener ihrer Werke sind. In ihrem Büchern Vernunft und das Andere der Vernunft (2000) und Denkformen und ihre kulturkonstitutive Rolle (2016) wehrt sich Gloy gegen eine einseitige Vernunftauslegung, wie sie zum 'Logozentrismus des Abendlandes' geführt hat. Dem stellt sie andere Vernunfttypen und rationale Denkmuster entgegen: die sumerische Listenmethode, die Dihairesis, das prozessorientierte dialektische Denken, die metaparadoxale Rationalität und das analogische Denken. Ausgehend von diesen Studien widmet sich Gloy nicht zuletzt aufgrund langjähriger eigener Feldforschung bei rezenten Naturethnien in Papua-Neuguinea, Irian Jaya und den Salomonen sowie im Amazonasgebiet der interkulturellen Philosophie. Ihre Feldforschungen während dreier Jahrzehnte brachten sie zur Erkenntnis, dass verschiedene Völker verschiedene Zeittypen  gebrauchen, wie lineare, zyklische, teleologische, Buckelzeit (s. Zeit 2006 und 2008) und ebenso verschiedene Logiken, wie hiearchische, dialektische, analogische (s. Kulturüberschreitende Philosophie 2012, Denkformen und ihre kulturkonstitutive Rolle 2016), so dass auch die Philosophien der Völker verschieden sind und nicht, wie oft behauptet wird, es nur die westliche Philosophie gebe.
Darüber hinaus gilt ihr Interesse dem Verhältnis von Philosophie und Kunst und der Frage, ob Philosophie vielleicht eine bestimmt organisierte, argumentative, logische Form von Kunst sei.

## Auszeichnungen
- 2002: Ehrendoktorwürde der Philosophischen Fakultät der Universität Ioannina / Griechenland

## Schriften
Bücher
- Die Kantische Theorie der Naturwissenschaft. Eine Strukturanalyse ihrer Möglichkeit, ihres Umfangs und ihrer Grenzen (Dissertation), Berlin, New York 1976, 227 S.
- Einheit und Mannigfaltigkeit. Eine Strukturanalyse des „und“. Systematische Untersuchungen zum Einheits- und Mannigfaltigkeitsbegriff bei Platon, Fichte, Hegel sowie in der Moderne (Habilitationsschrift), Berlin, New York 1981, 340 S.
- Unendliches und Endliches. Philosophische Gedichte von Siegfried Dammrath (hrsg. und kommentiert), Düsseldorf 1983
- Studien	zur Platonischen Naturphilosophie im Timaios, Würzburg 1986, 105 S.
- Studien	zur theoretischen Philosophie Kants, Würzburg 1990, 204 S.
- Das Verständnis der Natur:
- Bd. 1: Die Geschichte des wissenschaftlichen Denkens, München 1995, 354 S. (2. Aufl. Lizenzausgabe Köln 2005)
- Bd. 2: Die Geschichte des ganzheitlichen Denkens, München 1996, 274 S. (2. Aufl. Lizenzausgabe Köln 2005)
- Bewußtseinstheorien. Zur Problematik und Problemgeschichte des Bewußtseins und Selbstbewußtseins, Freiburg i.Br., München 1998, 360 S., 2. Aufl. 2000, 3. Aufl. 2004; polnische Übersetzung 2009 im Verlag Wydawnichwo WAM
- Denkanstöße zu einer Philosophie der Zukunft, Wien 2002, 304 S.
- Wahrheitstheorien. Eine Einführung, (UTB) Tübingen, Basel 2004, 287 S.
- Grundlagen der Gegenwartsphilosophie. Eine Einführung (UTB), Paderborn 2006, 288 S.
- Zeit. Eine Morphologie, Freiburg, München 2006, 269 S.
- Von der Weisheit zur Wissenschaft. Eine Genealogie und Typologie der Wissensformen, Freiburg, München 2007, 348 S.
- Philosophiegeschichte der Zeit, München 2008, 224 S.
- Kollektives und individuelles Bewußtsein, München 2009, 171 S.
- Unter Kannibalen. Eine Philosophin im Urwald von Westpapua, Darmstadt	2010, 128 S. mit 10 s/w Fotos.
- Wahrnehmungswelten,	Freiburg, München 2011 216 S.
- Kulturüberschreitende Philosophie. Das Verständnis unterschiedlicher Denk- und Handlungsweisen. Mit Film, München 2012, 276 S.
- Zwischen Glück und Tragik, München 2014, 220 S.
- Komplexität – ein Schlüsselbegriff der Moderne, Paderborn 2014, 175 S. (auch online)
- Was ist die Wirklichkeit?, Paderborn 2015, 198 S.
- Denkformen und ihre kulturkonstitutive Rolle, Paderborn 2016, 216 S.
- Die Frage nach der Gerechtigkeit, Paderborn 2017 (UTB), 212 S. Zeit in	der Kunst, Würzburg 2017, 169 S.
- Alterität. Das Verhältnis von Ich und dem Anderen, Paderborn (Boston, Singapore) 2019, 259 S.
- Wahrheit und Lüge, Würzburg 2019, 239 S.
- Macht und Gewalt, Würzburg 2020, 229 S.
- Demokratie in der Krise? Überlegungen angesichts der Corona-Krise, Würzburg 2020, 161 S.
- Philosophie zwischen Dichtung und Wissenschaft anhand von Rainer Maria Rilkes ,Duineser Elegien‘, Würzburg 2020, 144 S.
- Die Philosophie des deutschen Idealismus. Eine Einführung, Würzburg 2021, 237 S.
- Die Selbstsuspendierung des Individualismus. Eine Auseinandersetzung mit unserer westlichen Kultur, Würzburg 2021, 181 S.
- Das Projekt interkultureller Philosophie aus interkultureller Sicht, Würzburg 2022, 181 S.
- Nochmals Hölderlins ,Brod und Wein', Würzburg 2022, 135 S.
- Was ist Schönheit? Würzburg 2022, 180 S.
- Formen der Macht, Würzburg 2023, 164 S.
- Solidarität. Formen der Beziehung zu Anderen, Würzburg 2023.
- Mensch oder Roboter, Natur oder Künstliche Intelligenz ?, Würzburg 2024, 145 S.
- Reflexionen über das Böse, Würzburg 2024,120 S.
- Von der Oralität über die Literalität zur Künstlichen Intelligenz, Würzburg 2025.138 S.

Herausgaben
- Karen Gloy und Enno Rudolph (Hrsg.): Einheit als Grundfrage der Philosophie, Darmstadt 1985, 395 S.
- Karen Gloy und Dominik Schmidig (Hrsg.): Einheitskonzepte in der idealistischen und in der gegenwärtigen Philosophie, Bern, Frankfurt a. M., New York, Paris 1987, 270 S.
- Karen Gloy (Hrsg.): Demokratie-Theorie. Ein West-Ost-Dialog, Tübingen 1992, 143 S. (Basler Studien zur Philosophie, Bd. 1)
- Karen Gloy (Hrsg.): Georg Wilhelm Friedrich Hegel: Vorlesungen über Logik und Metaphysik. Heidelberg 1817. Mitgeschrieben von F. A. Good, Hamburg 1992, 326 S. (Übersetzung ins Japanische durch The English Agency, Japan 2017, 349 S. + 27 S.)
- Karen Gloy und Paul Burger (Hrsg.): Die Naturphilosophie im Deutschen Idealismus, Stuttgart-Bad Cannstatt 1993, 399 S.
- Karen Gloy und Rainer Lambrecht (Hrsg.): Bibliographie zu „Hegels Enzyklopädie der philosophischen Wissenschaften im Grundrisse“, Stuttgart-Bad Cannstatt 1995, 123 S.
- Karen Gloy (Hrsg.): Natur- und Technikbegriffe. Historische und systematische Aspekte: von der Antike bis zur ökologischen Krise, von der Physik	bis zur Ästhetik, Bonn 1996 [Abhandlungen zur Philosophie, Psychologie und Pädagogik, Bd. 242] Teilübersetzung: Platons Naturbegriff im Timaios aus Natur- und Technikbegriff von Volodymir Abaschnik unter dem Titel: Aktualität des Naturbegriffs bei Platon, in: Antike und Universitätsphilosophie. Zum 180. Geburtstag von F. O. Selenokorsby und dem 160. Geburtstag von P. E. Leuckfeldt. Materialien der internationalen wissenschaftlichen Konferenz, 27.–28. Nov. 2019 in Charkow, Nationale V. N. Karazin-Universität Charkow 2019, S. 25–30
- Karen Gloy, Wolfgang Neuser, Peter Reisinger (Hrsg.): Systemtheorie. Philosophische Betrachtungen ihrer Anwendungen, Bonn 1998, 242 S.
- Karen Gloy (Hrsg.): Rationalitätstypen, Freiburg, München 1999, 285 S.
- Karen Gloy und Manuel Bachmann (Hrsg.): Das Analogiedenken. Vorstöße in	ein neues Gebiet der Rationalitätstheorie, Freiburg i. Br., München 2000, 370 S.
- Karen Gloy (Hrsg.): Im Spannungsfeld zweier Kulturen. Eine Auseinandersetzung zwischen Geistes- und Naturwissenschaft, Kunst und Technik, Würzburg 2002, 140 S.
- Karen Gloy (Hrsg.): Kunst und Philosophie, Wien 2003, 235 S.
- Karen Gloy (Hrsg.): Unser Zeitalter – ein postmetaphysisches?, Würzburg 2004, 400 S.
- Karen Gloy / Rudolf zur Lippe (Hrsg.): Wahrheit – Wissen – Information, Göttingen 2005, 285 S.
- Karen Gloy (Hrsg.): Kollektiv- und Individualbewußtsein, Würzburg 2008, 193 S.

Herausgaben von Zeitschriften und Büchern
- Shih-Ying Zhang und Karen Gloy u. a. (Hrsg.): Zeitschrift für deutsche Philosophie, Peking, University Press, Bd. 1ff (1986ff)
- Erich Heintel (Begründer), Hans-Dieter Klein (Hrsg.) in Zusammenarbeit mit K. Gloy u. a.: Wiener Jahrbuch für Philosophie, Wien, ab Bd. 19 (1987)
- Klaus Hammacher, Richard Schottky, Wolfgang H. Schrader (Hrsg.) in Zusammenarbeit mit Karen Gloy u. a.: Fichte-Studien, Amsterdam, ab Bd. 2 (1991)
- Shi-Ying Zhang, Shu-Ren Wang, Karen Gloy u. a. (Hrsg.): Zeitschrift Chinese and Western Philosophy and Culture, Peking, Bd. 1ff (1992ff)
- Karen Gloy, Hans-Dieter Klein, Wolfgang Schild (Hrsg.): Studien zum System der Philosophie, im Auftrag des Istituto Italiano per gli Studi Filosofici und der Internationalen Gesellschaft „System der Philosophie“, Bd. 1ff, Bonn 1993ff
- Andreas Graeser, Dominic Kaegi, André Laks, Enno Rudolph (Beirat u. a. Karen Gloy): Internationale Zeitschrift für Philosophie, ab Heft 1 (2001)
- Karen Gloy, Mitherausgeberin [neben Dr. Hisaki Hashi] der Reihe: Komparative Philosophie für eine globale Welt, Wien seit 2017

Rezensionen
- Wahsner, Renate: Das Aktive und das Passive. Zur erkenntnistheoretischen Begründung der Physik	durch den Atomismus – dargestellt an Newton und Kant, Berlin 1981, in: Kant-Studien, Bd. 74 (1983), S. 361–364
- Hübner, Kurt und Vuillemin, Jules (Hrsg.): Wissenschaftliche und nichtwissenschaftliche Rationalität, Stuttgart–Bad Cannstatt 1983, in: Zeitschrift für philosophische Forschung, Bd. 39 (1985), S. 137–140
- Fichte, J. G., Gesamtausgabe der Bayerischen Akademie der Wissenschaften, hrsg. von Reinhard Lauth und Hans Gliwitzky, Bd. I, 6: Werke 1799–1800, hrsg. von Reinhard	Lauth und Hans Gliwitzky unter Mitwirkung von Erich Fuchs, Kurt Hiller, Walter Schieche und Peter K. Schneider, Stuttgart–Bad Cannstatt 1981, und II, 6: Nachgelassene Schriften 1800–1803, hrsg. von Reinhard Lauth und Hans Gliwitzky unter Mitwirkung von Erich Fuchs, Peter K. Schneider und Manfred Zahn, Stuttgart–Bad Cannstatt 1983, in: Zeitschrift für philosophische Forschung, Bd. 39 (1985), S. 314–317
- Moukanos, Demetrios D.: Ontologie der 'Mathematica' in der Metaphysik des Aristoteles, Athen 1981, in: Archiv für Geschichte der Philosophie, Bd. 68 (1986), S. 199–200
- Picht, Georg: Kants Religionsphilosophie. Mit einer Einführung von Enno Rudolph,	Stuttgart 1985, in: Zeitschrift für Theologie und Kirche, Freiburg/Schweiz, Bd. 34 (1987), S. 280–282
- zusammen mit Reinhard Heckmann: Neue Argumente oder Wiederholung alter? Eine Rezension von Wolfgang Marx (Hrsg.): Zur Selbstbegründung der Philosophie seit Kant, Frankfurt a. M., in: Allgemeine Zeitschrift für Philosophie, Bd. 15, 3 (1990), S. 59–67
- Deutsche Zeitschrift für Philosophie: Rückbesinnung auf ihre Ursprünge, in: Zeitschrift für philosophische Forschung, Bd. 45 (1991), S. 291–293 modifiziert unter dem Titel: Deutsche Zeitschrift für Philosophie, in: Information Philosophie, Jg. 19, Heft 3 (August 1991), S. 117–119
- Zur Lippe, Rudolf: Sinnenbewußtsein. Grundlegung einer anthropologischen Ästhetik, 2 Bde., Hohengehren 2000, in: Philosophischer Literaturanzeiger, Bd. 54, Heft 3 (2001), S. 250–254
- Lippe, Rudolf: Sinnenbewußtsein.	Grundlegung einer anthropologischen Ästhetik, Bd. 1: Tiefendimensionen des Ästhetischen, Bd. 2: Leben in Übergängen – Transzendenz, Hohengehren 2000, in: Philosophische Rundschau, Bd.	49, Heft 1 (2002), S. 90–91
- Kimmerle, Heinz: Philosophie der	Differenz. Eine Einführung, Würzburg 2000, in: Philosophisches Jahrbuch, Jg. 109 (2002), S. 235–237.
- Taver, Katja V.: Johann Gottlieb Fichtes Wissenschaftslehre von 1810. Versuch einer Exegese, Amsterdam, Atlanta 1999, in: Fichte-Studien, Bd. 19 (2002), S. 243–244

Artikel
- Identität, in: Theologische Realenzyklopädie (TRE), hrsg. von Gerhard Krause und Gerhard Müller, Berlin, New York, Bd. 16 (1986), S. 25–28
- Irrationalität, in: Evangelisches Kirchenlexikon (EKL), hrsg. von Erwin Fahlbusch, Jan M. Lochman, John S. Mbiti, Jaroslav J. Pelikan und Lukas Vischer, Bd. 2, 3. Aufl. Göttingen 1988, S. 729–732
- Leib und Seele, in: Theologische Realenzyklopädie (TRE), hrsg. von Gerhard Krause und Gerhard Müller, Berlin, New York, Bd. 20 (1990), S. 643–649
- Naturphilosophie, in: Theologische Realenzyklopädie (TRE), hrsg. von Gerhard Krause und Gerhard Müller, Berlin, New York, Bd. 24 (1994), S. 118–132
- Selbstbewußtsein, in: Enzyklopädie Philosophie, hrsg. von Hans Jörg Sandkühler, Bd. 2, Hamburg 1999, Sp. 1437–1448, 2. Aufl. 2010 (verändert)
- Zahl / Zahlenspekulation / Zahlensymbolik, in: Theologische Realenzyklopädie (TRE), hrsg. von Gerhard Krause und Gerhard Müller, Berlin, New York, Bd. 36 (2004), S. 447–458
- Zeit, in: Theologische Realenzyklopädie (TRE), hrsg. von Gerhard Krause und Gerhard Müller, Berlin, New York, Bd. 36 (2004), S. 504–516
- Ewigkeit, in: Formen der Zeit. Ein Wörterbuch der ästhetischen Eigenzeiten, hrsg. von Michael Gamper, Helmuth Hühn, Steffen Richter, Hannover 2020, S. 131–140
- Zeit, in: Staatslexikon, hrsg.	von der Görresgesellschaft, 8. Aufl. Freiburg i. Breisgau 2021, Bd. 6, S. 500–505.

Interviews
- Interview über Systemtheorie	zwischen Karen Gloy, Günther Küppers und Carlos Roberto Velho	Cirne Lima (auf Portugiesisch) am 18.5.2005, in: IHU On-line, São	Leopoldo, 23. Mai 2005, S. 4–17.
- Fernsehinterview im Kloster	Kremsmünster / Österreich über das Thema „Ist Natur	natürlich?“ am 14.7.2005 auf CD.
- Interview „Der Mensch lebt	nicht vom Brot allein.“ in: Handelszeitung vom 7. September	2005, Nr. 36, S. 74.
- Interview ORF am 14.7.2005 zur	Ökumenischen Sommerakademie im Stift Kremsmünster/Österreich	über das Thema “Mit Gott rechnen – die Grenzen von	Naturwissenschaft und Theologie”
- 1-stündiges Fernsehinterview in	Wien für TV-Sendung “Philosophie im Gespräch” (Kanal 8) im	Rahmen von Philosophischer Werkstatt und Atelier ‘Galerie’, am	3.4.2006
- Um debate sobre o lugar do ser	humano na imprevisibilidade emanente ao mundo. Mesa-redonda com	Karen Gloy, Günther Küppers e Cirne Lima, in: Física, Evolução,	Auto-Organização, Sistemas e caos, Instituto Humanitas Unisinos	(Universidade do Vale do Rio dos Sinos), São Leopoldo, Brasilien,	Nr. 2 (2006), S. 42–54
- Sendung des WDR 5 – Neugier genügt – Philosophischer Radioabend zum Thema „Zeit“,	Gespräch mit Jürgen Wiebicke  am 31.10.2008 20.05 – 21.00 Uhr
- Interview mit SWR (Rolf Kübler)	am 7.5.2010, erschienen in Südwest Presse am 1.6.2010
- Interview mit SWR 1 Stuttgart,	am 5.7.2010 10.00–12.00 Uhr (Direktrundfunksendung)
- Fernsehen “Leute heute?” am	13.7.2010
- Interview für die Zeitung	“Sonntag: Zentralschweiz” am 1.9.2010
- Karen Gloy in: Philosophischer	Wegweiser, hrsg. von Lukas Trabert, Freiburg, München 2010, S. 58
- Fernsehsendung ORF, Wien, am	29.10.2013 “Kreuz und Quer”: “Wie absurd ist unser Leben?”	Albert Camus und die Frage nach dem Sinn, Diskussion: Mitwirkende:	Prof. Hofer (Leitung), Prof. Striet, Prof. Schelkshorn, Prof. Gloy,	Dr. Flaßpöhler
- Friedman im Gespräch mit Karen	Gloy über “Vernunft” am 10.10.2016 im Schauspielhaus frankfurt	a. M.
- Rundfunksendung im Schweizer	Radio (SRF) (Kultursendung): ‘Vom Lügen und von der Wahrheit in	der Politik’

ÜBER KAREN GLOY:
- Fundstücke: Sie ist Luzerns	erste Professorin von Suleika Baumgartner, in: Cogito.	Wissenschaftsmagazin der Universität Luzern 7 (2021), S. 4 f.

Hörbücher
- Unter Kannibalen. Eine	Philosophin im Urwald von Westpapua, in: auditorium maximum	(Wissenschaftliche Buchgesellschaft), Darmstadt 2010, 135.46 Min.

Aufsätze
- Platons Phaidon als	bewußtseinstheoretischer Dialog, 1. Teil in: Perspektiven der	Philosophie, Bd. 6 (1980), S. 119–142, 2. Teil in: Perspektiven der	Philosophie, Bd. 7 (1981), S. 175–183
- Der Streit um den Zugang zum Absoluten. Fichtes indirekte Hegel-Kritik (Habilitationsvortrag	1980), in: Zeitschrift für philosophische Forschung, Bd. 36 (1982),	S. 25–48
- Die paradoxale Verfassung des Nichts (Antrittsvorlesung 1980), in: Kant-Studien, Bd. 74 (1983), S.	133–160
- Die Substanz ist als Subjekt zu	bestimmen. Eine Interpretation des XII. Buches von Aristoteles' Metaphysik, in: Zeitschrift für philosophische Forschung, Bd. 37	(1983), S. 515–543
- Kants Theorie des	Selbstbewußtseins, ins Koreanische übersetzt von Prof. Dr. Hae-kil Suh, Universitätszeitschrift der Chungnam National University, Deajeon/Korea, 7. 11. 1983  ins	Chinesische übersetzt von Prof. Dr. Chen-hua Huang (National Taiwan	University), in: Zeitschrift „O – Hu“, Taipeh/R.O.C., Dezember 1983, S. 22–27  ins Spanische übersetzt von Prof. Dr. Carlos Masmela unter dem Titel: Teoría	Kantiana de la Autoconciencia. Conferencia dictada por la Profesora	Dra. Karen Gloy de la Universidad de Heidelberg, en la celebración de los 10	años de la Carrera de Filosofía de la Universidad de Antioquia,	in: Documento Nr. 244, Universidad de Antioquia, Facultad de	Ciencias Humanas, Departamento de Filosofía,	Medellin/Kolumbien 1985, S. 1–15  in	erweiterter Fassung unter dem Titel: Kants Theorie des	Selbstbewußtseins. Ihre Struktur und ihre Schwierigkeiten, in:	Wiener Jahrbuch für Philosophie, Bd. 17 (1985), S. 29–58  in	chinesischer Sprache in: Zeitschrift für deutsche Philosophie,	Peking, Bd. 1 (1986), S. 31–43  ins	Japanische übersetzt von Prof. Dr. Chukei Kumamoto, in: Jahrbuch	des Hiroshima Instituts der Technologie, Bd. 26 (1991), S. 131–138
- Die Kantische Differenz von	Begriff und Anschauung und ihre Begründung, in: Kant-Studien,	Bd. 75 (1984), S. 1–37
- Fichte contra Hegel, ins	Japanische übersetzt von Prof. Masatoshi Yoshida, Bulletin of the	Faculty of Education, Kagoshima University, Kagoshima, Vol. 35 (März	1984), S. 97–107
- Die drei Grundsätze aus Fichtes	„Grundlage der gesamten Wissenschaftslehre“ von 1794,  ins	Japanische übersetzt von Prof. Dr. Chukei Kumamoto (Universität	Hiroshima), in: Symposion, Zeitschrift der Universität Hiroshima,	Philosophisches Seminar der Literarischen Fakultät, Hiroshima,	Bd. 29, Nr. 2, (1984), S. 50–57  in	erweiterter Fassung in: Philosophisches Jahrbuch, Bd. 91 (1984), S.	289–307
- Aristoteles' Zenon-Kritik, in:	Perspektiven der Philosophie, Bd. 10 (1984), S. 229–248
- Aristoteles' Konzeption der	Seele in „De anima“, in: Zeitschrift für philosophische	Forschung, Bd. 38 (1984), S. 381–411
- Das Verhältnis der „Kritik	der reinen Vernunft“ zu den „Metaphysischen Anfangsgründen	der Naturwissenschaft“, demonstriert am Substanzsatz, in:	Philosophia Naturalis, Bd. 21 (1984), S. 32–63
- Bemerkungen zum Kapitel	„Herrschaft und Knechtschaft“ in Hegels Phänomenologie	des Geistes,  in:	Zeitschrift für philosophische Forschung, Bd. 39 (1985), S. 187–213  ins	Spanische übersetzt von Jorge M. Mejia unter dem Titel: Anotaciones	al Capitulo: „Señorio y Servidumbre“ en la Fenomenologia	del Espíritu de Hegel, in: Documento Nr. 245, Universidad de	Antioquia, Facultad de Ciencias Humanas, Departamento de Filosofía, Medellín/Kolumbien 1985, S. 1–33  ins	Japanische übersetzt von Prof. Yasuhiro Kumamoto, in: Baika Literary Bulletin (Humanistic, Social and Natural Sciences), Baika Women's College, Osaka/Japan, Vol. 28 (1993), S. 1–32
- Begegnung mit Fernost, in:	Information Philosophie, Jg. 13, Heft 2 (April 1985), S. 22–25
- Aristoteles' Theorie des Einen	auf der Basis des Buches I der Metaphysik, in: Einheit als	Grundfrage der Philosophie, hrsg. von Karen Gloy und Enno Rudolph,	Darmstadt 1985, S. 73–101
- Para qué la filosofía hoy?	(Traducción de Prof. Dr. Javier Escobar), in: Revista Universidad	de Antioquia, Medellin/Colombia 1985, Vol. 52, Nr. 202, S. 6–14
- Aristoteles –	ein Kritiker Platons? (mit griechischer Zusammenfassung von Michael	Demetrakopoulos), in: Filosofi,a,	Athen, Bd. 15–16 (1985–86), S. 266–285
- Platons	Theorie der evpisth,mh	e`auth/j	im Charmides als Vorläufer der modernen Bewußtseinstheorien, in:	Kant-Studien, Bd. 77 (1986), S. 137–164
- Bekannte Philosophen tagen in	Luzern, in: Bulletin der Schweizerischen Akademie der	Geisteswissenschaften, Bern, Bd. 11, Heft 3 (1986), S. 14–15
- Einheit im gegenwärtigen	Denken, in: Einheitskonzepte in der idealistischen und in der	gegenwärtigen Philosophie, hrsg. von Karen Gloy und Dominik	Schmidig, Bern, Frankfurt a. M., New York, Paris 1987, S. 157–192  modifiziert	unter dem Titel: Der Begriff der Einheit – das gemeinsame Thema	westlicher und östlicher Philosophie. Beitrag zum International	Symposion on Comparative Studies of Eastern and Western Philosophy,	Taipeh/R.O.C., 16.–18. August 1989 (Kongreßakten), S. 1–19
- Hegel and the	Reformation. An	Essay in the Philosophy of History, in: Reformed Theology today,	Research on Korean Christian Culture and Theology, Soong Sil	University, Seoul/Korea, Vol. 7 (1987), S. 291–310  Summary, in: Beiheft S. 34–37  wiederabgedruckt in: Reformed	Theology today, Research on Korean Christian Culture and Theology,	Soon Sil University, Seoul/Korea, Vol. 7 (1989), S. 305–324
- Vorlesung zum deutschen	Idealismus – von Kant bis Hegel –,  deutsch	und koreanisch, ins Koreanische übersetzt von Prof. Dr. Sang-Rak	Nam, Sung Kyun Kwam University, Seoul/Korea 1987, S. 1–14  deutsch	und koreanisch in: Zeitschrift der Chungnam National University,	Daejeon/Korea 1987, S. 1–26  unter	dem Titel: Vorlesungen zum deutschen Idealismus (Von Kant bis	Hegel), 1.–3. Vorlesung, in: Zeitschrift für deutsche Philosophie,	Peking, Bd. 4 (1988), S. 137–185  unter	dem Titel: Analysis on German Idealism, ins Chinesische übersetzt	von Zhang Shiguang, in: Renwen Zazhi (Zeitschrift für Geistes- und	Sozialwissenschaften), Xian, Heft 5 (1990), S. 39–43
- Die eine Wahrheit und die vielen	Wahrheitstheorien,  in: Collectanea Catholica	(Zeitschrift der Theological Faculty, Catholic University),	Seoul/Korea, Vol. 13 (1987), S. 191–203  ins	Koreanische übersetzt von Kyo-Seon Shin, in: ibidem, Bd. 13 (1987),	S. 179–189  in: du Vrai, du Beau, du Bien,	études philosophiques présentées à Évanghélos Moutsopoulos,	Paris 1990, S. 58–68  unter dem Titel: The One Truth	and the Many Theories of Truth, in: What is Truth? In Philosophy and	in Different Scientific Disciplines, hrsg. von Hisaki Hashi und	Jozef Nižnit, Wien 2011, S. 131–140
- Kants Theorie der Zeit, in:	Wiener Jahrbuch für Philosophie, Bd. 19 (1987), S. 47–82
- Die Struktur der Augustinischen	Zeittheorie im XI. Buch der Confessiones, in: Philosophisches	Jahrbuch, Bd. 95 (1988), S. 72–95
- Eindrücke aus Südkorea, in:	Bulletin der Schweizerischen Akademie der Geisteswissenschaften,	Bern, Bd. 13, Heft 2 (1988), S. 1–10
- Was bietet	der Idealismus der heutigen Philosophie? in: XVIII. World	Congress of Philosophy, Brighton/UK, 21.–27. August	1988, Book of Abstracts, S. 47
- Die Grundstruktur des	neuzeitlichen Selbstbewußtseins,  unter	dem Titel: Basic Structure of Modern Self-Consciousness, ins	Chinesische übersetzt von Zhang Shiguang, in: Renwen	Zazhi (Zeitschrift für Geistes- und Sozialwissenschaften), Xian,	Heft 5 (1988), S. 50–56  ins	Japanische übersetzt von Prof. Dr. Chukei Kumamoto, in: Symposion,	Zeitschrift der Universität Hiroshima, Philosophisches Seminar der	Literarischen Fakultät, Hiroshima 1988, S. 15–23  unter	dem Titel: Selbstbewußtsein als Prinzip des neuzeitlichen	Selbstverständnisses. Seine Grundstruktur und seine	Schwierigkeiten, in: Fichte-Studien, Bd. 1 (1990), S. 41–72  in	chinesischer Sprache, in: Philosophie und Mensch. Ergebnisse eines	Symposiums (Hubei-Universität, Wuhan/China 1988), hrsg. von	Shi-Ying Zhang und Ju Zenlin, 1993, S. 148–159
- modifiziert unter dem Titel: The	Basic Structure of the Modern Conception of Selfconsciousness mit	einer Zusammenfassung auf Griechisch von Nikolaos Gkogkas, in:	Dodone, Ioannina, Bd. 11 (2002), S. 227–249
- „Theorie vom Menschen“,  in:	Zeitschrift für philosophische Forschung, Bd. 43 (1989), S. 365–367  ins	Chinesische übersetzt, Hubei-Universität Wuhan/China 1991
- Hegels Geschichtsphilosophie und	der Vergleich mit anderen Geschichts-konzeptionen, mit griechischer	Zusammenfassung von Georgia Apostolopoulou, in: Dodone,	Wissenschaftliches Jahrbuch des Fachbereichs Philosophie, Pädagogik	und Psychologie, Ioannina, Bd. 18, Teil 3 (1989), S. 69–88  unter	dem Titel: Hegels Geschichtsphilosophie im Vergleich mit anderen	Geschichtskonzeptionen, in: Deutsche Zeitschrift für Philosophie,	Ostberlin, Jg. 39, Heft 1 (1991), S. 1–11
- Die Struktur der Zeit in Plotins	Zeittheorie, in: Archiv für Geschichte der Philosophie, Bd. 71	(1989), S. 303–326
- Vermittlungsmodelle von Einheit	und Vielheit – das Substanzontologische, das	selbstreferentielle und das offen relationale Modell,  in:	Einheit und Vielheit, XIV. Deutscher Kongreß für Philosophie,	Gießen, 21.–26. September 1987, hrsg. von Odo Marquard unter	Mitwirkung von Peter Probst und Franz Josef Wetz, Hamburg 1990, S.	58–71  in:	Deutsche Zeitschrift für Philosophie, Ostberlin, Jg. 39, Heft 7	(1991), S. 782–794
- Platon, die	Wissenschaftsgeschichte und unser Naturverständnis. Platons	Naturbegriff im Timaios, in: Deutsche Zeitschrift für Philosophie,	Ostberlin/DDR, Jg. 38, Heft 7 (1990), S. 651–659
- Der Begriff des	Selbstbewußtseins bei Kant,  in:	Deutsche Zeitschrift für Philosophie, Ostberlin, Jg. 39, Heft 3	(1991), S. 255–261  in	erweiterter Fassung unter dem Titel: Der Begriff des	Selbstbewußtseins bei Kant und Hume, mit chinesischer	Zusammenfassung, in: Zeitschrift für deutsche Philosophie, Peking,	Bd. 10 (1991), S. 141–166  in:	Akten des Internationalen Kant-Kongresses. Kurfürstliches Schloß	zu Mainz, 1990, hrsg. von G. Funke, Bonn 1991, S. 451–462  in	erweiterter Fassung unter dem Titel: Der Begriff des	Selbstbewußtseins bei Kant und Hume, in russischer Übersetzung von	Tatjana Boraday, in: Zeitschrift für Epistemologie und Philosophie	der Wissenschaft, Moskau 2005, Nr. 3, S. 12–26
- Fund einer Hegel-Nachschrift aus	dem Jahre 1817 in einem Luzerner Privatarchiv, in: Denkspuren. 50	Jahre Philosophische Gesellschaft Innerschweiz, hrsg. von Imelda	Abbt und Kaspar Hürlimann, Luzern 1991, S. 59–68  in:	Zeitschrift der Akademie der Wissenschaften, Moskau
- Mathematical-scientific-technical	comprehension of nature versus organic image of nature, in: World	Conference of Philosophy, 21.–25 July 1991, Theme: Philosophy, Man	and the Environment, ed. by H. Odera Oruka, Nairobi/Kenya 1991, S.	64
- Hegels Logik-Vorlesung aus dem	Jahre 1817, in: Hegel-Studien, Bd. 26 (1991), S. 24–32
- Der Demokratiebegriff im	„westlichen“ und „östlichen“ Verständnis, in:	Demokratie-Theorie. Ein West-Ost-Dialog, hrsg. von Karen Gloy,	Tübingen 1992, S. 1–18
- Hat systematische Philosophie	überhaupt noch eine Chance?  unter	dem Titel: Má systematicka filosofie jeste vubec sanci? Ins	Tschechische übersetzt von Prof. Dr. Prelozil Milos Havelka, mit	englischer und deutscher Zusammenfassung, in: Filosofický časopis,	Bd. 40, Nr. 2 (1992), S. 261–275  modifiziert	unter dem Titel: Offene (relative) Systeme versus geschlossene	(dogmatische) Systeme, in: Zeitschrift für deutsche Philosophie,	Peking, Bd. 12 (1992), S. 150–170  in:	Systeme im Denken der Gegenwart, hrsg. von Hans-Dieter Klein, Bonn	1993, S. 26–42 (Studien zum System der Philosophie, Bd. 1)
- Organologische Technik oder	technische Natürlichkeit? Das Programm einer Einheit von Technik	und Natur,  in:	Deutsche Zeitschrift für Philosophie, Jg. 40, Heft 5 (1992), S.	490–502  unter dem Titel: Técnica	orgánica o naturalidad técnica? El programa de una unidad de	técnica y naturaleza, ins Spanische übersetzt von Prof. Dr. Javier	Domínguez Hernández, in: Estudios de Filosofía, Universidad de	Antioquia, Instituto de Filosofía, Medellin/Kolumbien, Bd. 7 (Febr.	1993), S. 55–69  unter	dem Titel: Organologische Technik versus technologische Natur, in:	Ethica. Wissenschaft und Verantwortung, Bd. 6 (1998), Heft 4, S.	363–381  engl.	Fassung: A Unity of Technology and Nature, in: Diotima. Revue	de recherche philosophique, Athen 2002, S. 129–139
- Der Begriff der Einheit – das	gemeinsame Thema westlicher und östlicher Philosophie,  in: International Symposium on	Comparative Studies of Eastern and Western Philosophy, August	16.–18., 1989, Taipei/Taiwan, R.O.C., 1993, S. 495–524  in: Kongreßband der	International Academic Commemorative Conference of Taejon (EXPO'93)	über das Thema „Modern Scientific and Technological	Civilization and Recovery of Humanity“, 9. 9. 93 in	Taejon/Korea, S. 90–109  unter	dem Titel:  Εν Και Παν – Unity as the Central Theme of Western Philosophy (mit	griechischer Zusammenfassung von Nikolaos Gkogkas), in: Dwdw,nh,	Wissenschaftliches Jahrbuch des Fachbereichs Philosophie, Pädagogik	und Psychologie, Ioannina, Bd. 27, Teil 3 (1998), S. 133–146  unter	dem Titel:  Εν Και Παν	– Unity as the Central Theme, in: Diotima. Revue	de recherche philosophique, Athen, Bd. 28 (2000), S. 9–18  übersetzt	ins Koreanische von Prof. Jung-Mok Park in: Hegel-Studien: Hegel und	der Geist der Neuzeit, Bd. 9 (Seoul 2001), S. 97–117
- Goethes und Hegels Kritik an	Newtons Farbentheorie. Eine Auseinandersetzung zwischen	Naturphilosophie und Naturwissenschaft, in: Die Naturphilosophie im	Deutschen Idealismus, hrsg. von Karen Gloy und Paul Burger,	Stuttgart-Bad Cannstatt 1993, S. 323–359  Kurzfassung unter dem Titel: La	crítica de Goethe y Hegel a la teoría de los colores de Newton.	Una confrontación entre filosofía de la naturaleza y ciencia de la	naturaleza, ins Spanische übersetzt von Carlos Emel Rendón, in:	Estudios de Filosofía, Universidad de Antioquia, Instituto de	Filosofía, Medellin/Kolumbien, Bd. 7 (Febr. 1993), S. 41–54  kürzere	Fassung: Naturphilosophie versus Naturwissenschaft. Die Aktualität	einer Hegelschen Intention, demonstriert am Beispiel von Hegels	Newtonkritik, in: Jahrbuch für Hegelforschung, Bd. 3 (1997), S.	11–28
- Natur im westlichen und	östlichen Verständnis,  in: The Second International	Symposium on Comparative Studies of Eastern and Western Philosophy,	June 10–12, 1993, Taipei/Taiwan, R.O.C., S. 73–91  ins	Koreanische übersetzt, Suwon Catholic College, Suwon 1993, S. 1–12  ins Japanische übersetzt von	Prof. Michio Ishida (Tokushima-National University), in: Journal of	Human Sciences and Arts, Faculty of Integrated Arts and Sciences,	The University of Tokushima, Bd. 1 (1994), S. 29–47  auf	Deutsch mit Zusammenfassung in chinesischer Sprache, in: Zeitschrift	für deutsche Philosophie, Peking 1995, S. 187–222  in:	Freiburger Zeitschrift für Philosophie und Theologie, Bd. 44	(1997), Heft 1–2, S. 158–175
- La controversia Newton-Leibniz	(ins Spanische übersetzt von Carlos Emel Rendón), in: Estudios de	Filosofía, Universidad de Antioquia, Instituto de Filosofía,	Medellin/Kolumbien, Bd. 7 (Febr. 1993), S. 9–23
- La teoría Newtoniana del tiempo	y su recepción en Kant (ins Spanische übersetzt von Carlos Emel	Rendón), in: Estudios de Filosofía, Universidad de Antioquia,	Instituto de Filosofía, Medellin/Kolumbien, Bd. 7 (Febr. 1993), S.	25–39
- Holistisch-ökologisches	Weltbild versus mechanistisches Weltbild  unter	dem Titel: Imagen del mundo holístico-egológica contra imagen del	mundo mecanicista (ins Spanische übersetzt von Prof. Dr. Javier	Domínguez Hernández), in: Estudios de Filosofía, Universidad de	Antioquia, Instituto de Filosofía, Medellin/Kolumbien, Bd. 7 (Febr.	1993), S. 89–107  ins	Russische übersetzt von Prof. Dr. Piama Gaidenko, in: Историуеские	Типы Рациональности, Tom 2, (Moskau 1996), S. 331–347 ins Russische übersetzt von Prof. Dr. Piama Gaidenko unter dem Titel:	Die Rationalität am Kreuzweg, in: Рациоиальность На	Переиутъе, Bd. 2, Moskau 1999, S. 443–461
- Hegel: Nachschrift der	Vorlesungen über „Logik und Metaphysik“ im Sommersemester	1817 in Heidelberg, in: Information Philosophie, 21. Jg., Heft 4	(Oktober 1993), S. 64–67
- Das Problem der Letztbegründung	dynamischer Systeme,  ins	Russische übersetzt von Prof. Dr. Piama Gaidenko, in: Die Fragen der Philosophie (Вопросьі Философии). Wissenschaftlich-theoretische Zeitschrift des Instituts für	Philosophie RAN der russischen Akademie der Wissenschaften, Moskau,	Nr. 3 (1994), S. 94–105  in: Letztbegründung als System? Hrsg. von H.-D. Klein, Bonn 1994, S. 20–34.
- Die Naturauffassung bei Kant,	Fichte und Schelling, in: Fichte-Studien, Bd. 6 (1994), S. 253–275
- Philosophie in	„nachphilosophischer Zeit“  unter	dem Titel: La Filosofia en un „tiempo post-filosofico“	(ins Spanische übersetzt von Fermin Cebrecos), in: Humanitas.	Revista del Departamento Académico de Ciencias Humanas, Universidad	de Lima, Facultad de Psicologia, Nr. 31 (1994), S. 75–91  Filozófia	a „filozófia utáni korban“ (ins Ungarische übersetzt	von Gromon András), in: Magyar Filozofiai Szemle, Bd. 39, Heft 5–6	(1995), S. 847–867  in	erweiterter Fassung unter deutschem Titel, in: Wiener Jahrbuch für	Philosophie, Bd. 28 (1996), S. 7–26  Philosophy in a	„Post-Philosophical“ Era, in: prima philosophia, Bd. 12, Heft 3	(1999), S. 59–76  Philosophy	in „Post-philosophical Times“ (in chinesischer	Übersetzung), in: Deutsche Philosophie, 1999, S. 19–30
- Die Bedeutung des Experiments	für die Kantische Philosophie, in: Proceedings of the Eight	International Kant Congress, Memphis 1995, Vol. 2, Part 1: Sections	1–9, Milwaukee 1995, S. 29–36  in	erweiterter Fassung unter dem Titel: Kants Philosophie und das	Experiment, in: Kant in der Diskussion der Moderne, hrsg. von	Gerhard Schönrich und Yasushi Kato, Frankfurt a. M. 1996, S. 64–91	(auch auf Japanisch 1998, S. 73–108)
- Die Gen-Revolution und ihre	ethische Kontroverse, in: Cognitio humana – Dynamik des Wissens	und der Werte, hrsg. von Christoph Hubig und Hans Poser, XVII.	Deutscher Kongreß für Philosophie Leipzig 1996, Workshop-Beiträge,	Leipzig 1996, Bd. 1, S. 123–130
- Platons Naturbegriff im Timaios,	in: Natur- und Technikbegriffe. Historische und systematische	Aspekte: von der Antike bis zur ökologischen Krise, von der Physik	bis zur Ästhetik, hrsg. von Karen Gloy, Bonn 1996, S. 29–41  teilweise	ins Ukrainische übersetzt von Volodymyr Abaschnik, unter dem Titel:	Aktualität des Naturbegriffs bei Platon, in: Antike und	Universitätsphilosophie, zum. 180. Geburtstag von F. O.	Selenohorsky und zum 160. Geburtstag von P. E. Leuckfeld.	Materialien der internationalen Konferenz 27.–28. Nov. 2019, Charkiw, Nationale V. N. Karazin-Universität Charkiw 2019, S. 25–30
- Mechanistisches –	organizistisches Naturkonzept, in: Natur- und Technikbegriffe.	Historische und systematische Aspekte: von der Antike bis zur ökologischen Krise, von der Physik bis zur Ästhetik, hrsg. von	Karen Gloy, Bonn 1996, S. 98–117
- Hegel und das Ende der	Geschichte – und kein Ende, in: Hegel-Jahrbuch 1996, S. 21–32
- Vernunft und das Andere der	Vernunft. Eine modelltheoretische Exposition, in: Zeitschrift für	philosophische Forschung, Bd. 50 (1996), S. 527–562  Kurzfassung	unter dem Titel: La razón y lo otro de la razón (ins Spanische	übersetzt von M. Mendoza Hurtado), in: Thémata. Revista de	Filosofía, Sevilla, Nr. 18 (1997), S. 91–101  Kurzfassung ins Russische übersetzt von Wladimir Alexejevic Abaschnik, in:	Problema razionalnosti naprykinzi XX stolettja. Materialy V. Charkiw's kych mizhnarodnych Skovorodynivs' kych Cytan' (Das Problem der Rationalität am Ende des XX. Jahrhunderts. Materialien der V.	Charskiwer Internationalen Skovoroda-Konferenz) (29.–30. September	1998), S. 118–123
- Das Rätsel des Einen,  in:	Henologische Perspektiven II, Festschrift für Egil A. Wyller,	Internationales Henologie-Symposium an der Norwegischen Akademie der	Wissenschaften in Oslo, Amsterdam 1997, S. 13–28  in:	Grenzgebiete der Wissenschaft, Bd. 47 (1998), Heft 4, S. 313–330
- Nietzsches Theorie des Willens	zur Macht als Kritik an der traditionellen Vernunftherrschaft,   in:	Philosophisches Jahrbuch, Jg. 104 (1997), S. 263–278
- in: Friedrich Nietzsche und die	globalen Probleme unserer Zeit, hrsg. von Endre Kiss, Cuxhaven,	Dartford 1997, S. 35–54  unter	dem Titel: Nietzsche – ein politischer Denker? demonstriert an der	Theorie des Übermenschen, in: Das Daedalus-Prinzip. Ein Diskurs zur	Montage und Demontage von Ideologien. Festschrift für Steffen	Dietzsch zum 65. Geburtstag, Berlin 2009, S. 79–99
- Das Analogiedenken. Seine	Herkunft und seine Strukturen, in: Homöopathie und Philosophie &	Philosophie der Homöopathie, hrsg. von Rainer G. Appell, Eisenach	1998, S. 9–41  modifiziert	unter dem Titel: Das Analogiedenken der Renaissance. Seine Herkunft	und seine Strukturen, in: Die Entdeckung des Individuums in der	Kunst. Die Renaissance als erste Aufklärung II, hrsg. von Enno	Rudolph (Religion und Aufklärung, Bd. 2), Tübingen 1998, S.	103–134  modifiziert	unter dem Titel: Das Analogiedenken der Renaissance. Seine Herkunft	und seine Strukturen, in: Das Analogiedenken. Vorstöße in ein	neues Gebiet der Rationalitätstheorie, hrsg. von K. Gloy und M.	Bachmann, Freiburg i. Br., München 2000, S. 215–255.
- Einheit der Natur – Vielheit	der Interpretationen. Zum Begriff der Natur aus der Sicht der	Geisteswissenschaften, in: Virtualität und Realität. Bild und	Wirklichkeit in den Naturwissenschaften, hrsg. von Kurt Komarek und	Gottfried Magerl (Wissenschaft, Bildung, Politik, hrsg. von der	Österreichischen Forschungsgemeinschaft, Bd. 2), Wien, Köln,	Weimar 1998, S. 207–227
- Naturphilosophie, in:	Philosophische Disziplinen. Ein Handbuch, hrsg. von Annemarie	Pieper, Leipzig 1998, S. 234–256 (auch ins Koreanische übersetzt,	Seoul 2005, S. 208–227)
- Wurzeln und Applikationsbereiche	der Systemtheorie. Kritische Fragen, in: Systemtheorie.	Philosophische Betrachtungen ihrer Anwendungen, hrsg. von Karen	Gloy, Wolfgang Neuser und Peter Reisinger, Bonn 1998, S. 5–12
- Systemtheorie – das neue	Paradigma?, in: Systemtheorie. Philosophische Betrachtungen ihrer	Anwendungen, hrsg. von Karen Gloy, Wolfgang Neuser und Peter	Reisinger, Bonn 1998, S. 227–242
- Kalkulierte Absurdität – Die	Logik des Analogiedenkens, in: Rationalitätstypen, hrsg. von Karen	Gloy, Freiburg i. Br., München 1999, S. 213–243  modifiziert	unter dem Titel: Versuch einer Logik des Analogiedenkens, in: Das	Analogiedenken. Vorstöße in ein neues Gebiet der	Rationalitätstheorie, hrsg. von K. Gloy und M. Bachmann, Freiburg	i. Br., München 2000, S. 298–323.
- Zeit und Zahl, in: Zeitstruktur	und Apokalyptik. Interdisziplinäre Betrachtungen zur	Jahrtausendwende, hrsg. von Urban Fink und Alfred Schindler, Zürich	1999, S. 19–39, englische Fassung: Time and Number, in: Dodone,	Scientific Yearbook of the Faculty of Philosophy, Pedagogics and	Psychology of the School of Philosophy of the University of	Ioannina, Bd. 28 (1999), S. 325–341.
- An Aesthetic View of the	Original and the Copy, in: CRONIKA	AISQHTIKHS. Annales	d'esthétique. Annals for Aesthetics, Bd. 39/40 (1999/2000), Athen,	S. 37–50.
- Differenz, in: Philosophisches	Jahrbuch, Jg. 107 (2000), Nr. 1, S. 206–218;  modifiziert: Die Grundlagen der	Postmoderne: Das Differenz-Denken demonstriert an Derridas	'différance'-Begriff, in: Postmoderne und/oder Rationalität, hrsg.	von Endre Kiss, Tagungsband zum Ersten Alba Regia Forum,	Kodolányi-János-Gesamthochschule Széhesféhervar, 2005, S.	120–131.
- Zeitempfinden, in: UBS, Campus	focus. Marketing Jugend und Studenten, Mai 2000, S. 3 (dt., franz.,	ital.)
- Das Analogiedenken unter	besonderer Berücksichtigung der Psychoanalyse Freuds, in: Das	Analogiedenken. Vorstöße in ein neues Gebiet der	Rationalitätstheorie, hrsg. von K. Gloy und M. Bachmann, Freiburg	i. Br., München 2000, S. 256–297.
- Fichtes Dialektiktypen, in:	Fichte-Studien, Bd. 17 (2000), S. 103–124.
- Platons	Timaios und die Gegenwart, in: Le Timée de Platon. Contributions	à l'histoire de sa réception / Platons Timaios. Beiträge	zu seiner Rezeptionsgeschichte, hrsg. von A. Neschke-Hentschke,	Louvain, Paris 2000, S. 317–332
- Philosophie als System?, in:	System der Philosophie? Festschrift für Hans-Dieter Klein,	Frankfurt a. M., Bern, Bruxelles, New York, Oxford, Wien 2000, S.	37–49
- Unglückliches Bewußtsein im	Lichte des Analogiedenkens, in: Jahrbuch für Hegelforschung, Bd.	6/7 (2000/2001), S. 195–217
- Philosophy as an answer to our	global problems?, in: The 8th International Symposium on Christian	Culture and Theology über das Thema „The Culture of the 21st	Century and Evangelical Faith“, Soong Sil University, Seoul /	Südkorea 2001, S. 112–124.
- ‘Kultur’ versus	naturwissenschaftlich-technologische Welt. Ein Tableau, in: Im	Spannungsfeld zweier Kulturen, hrsg. von Karen Gloy, Würzburg 2002,	S. 9–29.
- Der Begriff des	Selbstbewußtseins bei Kant und Fichte, in: Probleme der	Subjektivität in Geschichte und Gegenwart, hrsg. von Dietmar H.	Heidemann, Stuttgart-Bad Cannstatt 2002, S. 125–140
- Das	Analogiedenken bei Hegel demonstriert an Bewußtseinsformen der	„Phänomenologie des Geistes“: an Stoizismus, Skeptizismus	und unglücklichem Bewußtsein, in:	Unendlichkeit und Selbstreferenz. Festschrift für Peter Reisinger	zum 65. Geburtstag, hrsg. von Stefan Büttner, Gerhard Gönner und	Andrea Esser, Würzburg 2002, S. 13–28
- 'Ganzheitliche' Naturbetrachtung	und Naturwissenschaft, in: Jahrbuch der Karl-Heim-Gesellschaft	„Glaube und Denken“, Jg. 15 (2002), S. 49–88
- Zyklische Zeit – Linearzeit –	disperse Zeit, in: Dialektik 2002, Nr. 2, S. 81–100
- Aperspektivität –	Perspektivität – Multiperspektivität, in: K. Gloy (Hrsg.): Kunst	und Philosophie, Wien 2003, S. 91–143
- Friedrich Nietzsches Theorie des	Übermenschen im „Zarathustra“. Nietzsche – ein unpolitischer	„Politiker“, in: Studia Philosophica, Bd. 14 (Prag 2003), S.	177–191  in: Das	Denken in den Wirren unserer Zeit, Festschrift für Mihailo Djurić	zum 80. Geburtstag, hrsg. von D. N. Basta und Č. D. Koprivika,	Beograd 2005, S. 131–149.
- The Concept of Time by the	Pre-Socratics, in: Proklamation der Professorin Karen Gloy zum	Ehrendoktor der Philosophie des Fachbereichs für Philosophie,	Pädagogik und Psychologie am 16. Oktober 2002. Festreden, Dekrete,	Werkverzeichnis der zu Ehrenden, griechisch-englisch, Ioannina 2003,	S. 27–40
- The Responsibility of Philosophy	in a Globalized World, in: Social Sciences Documentation Publishing	House, Kunming 2003 (Konferenz in Kunming), S. 369–384
- Schellings Naturphilosophie.	Grundzüge und Kritik, in: Berliner Studien, Heft 3 (2008), S. 39–64	  in:	Friedrich Wilhelm Joseph Schelling. Neue Wege der Forschung, hrsg.	von Reinhard Hiltscher und Stefan Klingner, Darmstadt 2012, S.	85–102.
- Metaphysik – ein notwendiges oder verzichtbares Projekt? Dieter Henrich zum 75. Geburtstag, in: Zeitschrift für philosophische Forschung, Bd. 58 (2004), S. 104–128 in:	Unser Zeitalter – ein postmetaphysisches?, hrsg. von Karen Gloy,	Würzburg 2004, S. 25–45  unter dem	Titel: Metaphysik – eine verzichtbare oder unverzichtbare	Universitätsdisziplin? / Metafusikh,:	Mi,a	evpisth,mh avpo. th.n o`poi,a pre,pei h; de.n pre,pei na.	paraithqei / to. Panepisth,mio,	in: MNHMH	BASILEIOU N.	TATAKH	(1896–1986).	PRAKTIKA	B’	SUMPOSIOU :Androj,	20–21 Septembri,ou	2003.	O	TATAKHS KAI H ARCAIA ELLHNIKH FILOSOFIA.	ANDRIAKA	CRONIKA 37,	Androj	2004,	S. 145–158 / 159–175 [in memoriam Basileios Tatakes (1896–1980),	Akten des 2. Symposiums: Tatakes und die griechische Philosophie,	Küires-Bibliothek, Andros 2005]
- The Gene Revolution and its	Ethical Controversy, in: Value Choice and Human Existence, The 2.	International Conference on Axiology, Institute and Department of	Philosophy, 12.-16.6.2004, Hubei University, Wuhan, China, S. 17–27
- ins Japanische übersetzt von	Prof. Yasuhiro Kumamoto in: Forschungsbericht des Instituts „Baika	Literary Bulletin“, Human Sciences, Bd. 37 (2004), S. 37–47  Die	Gen-Revolution und ihre ethischen Konsequenzen, in: Gattungsethik –	Schutz für das Menschengeschlecht?, hrsg. von Matthias Kaufmann und	Lukas Sosoe, Bern 2005, S. 297–311  in: Janez	Juhant und Bojan Žalec (Hrsg.): Person and Good. Man and his Ethics	in the Postmodern World, Berlin 2006, S. 95–109 (Theologie Ost-West,	Bd. 6)
- Natur – ein Kulturprodukt.	Eine Typologie der Naturauffassungen, in: Reinhold Esterbauer,	Elisabeth Pernkopf, Mario Schonhart (Hrsg.): Spiel mit der	Wirklichkeit. Zum Erfahrungsbegriff in den Naturwissenschaften,	Würzburg 2004, S. 127–164
- Mobilität und	Mobilitätsstörungen aus philosophischer Sicht, in: ZBA (Zentrum	für berufliche Abklärung für Menschen mit	Hirnschädigung)-Jahresbericht 2004, S. 11–13.
- Globalisation	– aber wie? (auf Portugiesisch). Zusammenfassung im Internet.	Tagung „A Terra e a humanidade. Uma	visão desde a teoria dos sistemas. Limites e possibilidades“ am	19.5.2005; http://www.unisinos.br/ihu/index.php?coming_from=noticias&dest=20050520150851.  unter dem Titel: Globalização	– mas como? (Übersetzung von Luis M. Sander), in: cadernos IHU	idéias, Instituto Humanitas Unisinos, Jg. 4, Nr. 59 (2006), S.	1–13.
- Platon – Vordenker der	Postmoderne. Erkenntnistheoretische Fundierung der Ethik, in: Damir	Barbarić (Hrsg.): Platon über das Gute und die Gerechtigkeit /	Plato on Goodness and Justice / Platone sul Bene e sulla Giustizia,	Würzburg 2005, S. 247–259.
- Mobilität aus philosophischer	Sicht, in: Fisio active (Schweizer Physiotherapie Verband), Heft 8	(2005), S. 5–12.
- Grundtypen des menschlichen	Naturverständnisses,  in:	Michael Gebauer und Ulrich Gebhard (Hrsg.): Naturerfahrung. Wege zu	einer Hermeneutik der Natur (Die Graue Reihe 44), Zug 2005, S.	179–196
- verändert	und in französischer Übersetzung von Gérald Hess und Augustin	Frannière  unter dem Titel:  Les types fondamentaux des accès	culturels à la nature in: Crise écologique, crise des valeurs?	Défis	pour l’anthropologie et la spiritualité,  ed. Dominique Bourg et	Philippe Roch,Genf 2010, S. 235–246  verändert	The concept of wholeness: in: Diotima. Hommage	à l’académicien Evanghélos Moutsopoulos pour son 80e	anniversaire, Bd. 40 (2012), S. 1–16
- Einführung: Die verschiedenen	Wissenstypen, in: Karen Gloy / Rudolf zur Lippe (Hrsg.): Wahrheit –	Wissen – Information, Göttingen 2005, S. 7–19
- Typologie der Räume – eine	Phänomenologie,   in: Annette Landau und Claudia Emmenegger	(Hrsg.): Musik und Raum. Dimensionen im Gespräch, Zürich 2005, S.	11–32  in: Zukunft ermöglichen. Denkanstöße aus fünfzehn	Jahren Karl Jaspers Vorlesungen zu Fragen der Zeit. Zu Ehren des	Initiators Rudolf zur Lippe, hrsg. von Reinhard Schulz, Würzburg	2008, S. 335–355
- Die Bedeutung des Experiments	für die neuzeitliche Naturwissenschaft,  in: Dialektik 2005/2,	S. 153–165  verändert: Die Bedeutung des Experiments bei Kant	für die neuzeitliche Naturwissenschaft, in: Kants Philosophie der	Natur, hrsg. von Ernst-Otto Onnasch, Berlin, New York 2009, S.	189–201
- Neue Verzauberung der Natur, in:	Theologisch-praktische Quartalschrift: Schöpfung und Theodizee,	154. Jg. (2006), Heft 3, S. 251–263
- Die Kosmologie von Harald Holz,	in: Wiener Jahrbuch, Bd. 38 (2006), S. 293–305
- Kants Wahrheitstheorie und	moderne Positionen, in: Mitteilungen des Instituts für Wissenschaft	und Kunst, Wien, 62. Jg. (2007), Nr. 1–2, S. 2–7
- Kants Schrift „Zum ewigen	Frieden“. Ein taugliches Konzept?,   in:	Freiburger Zeitschrift für Philosophie und Theologie, Bd. 54	(2007), Nr. 3, S. 523–535
- in:	Zeitschrift für Kulturphilosophie, Bd. 2 (2008), S. 347–358
- Einführung, in: Karen Gloy	(Hrsg.): Kollektiv- und Individualbewußtsein, Würzburg 2008, S.	9–20
- Die Geburt des Selbstbewußtseins	aus dem Differenzbewußtsein, in: Karen Gloy (Hrsg.): Kollektiv- und	Individualbewußtsein, Würzburg 2008, S. 63–86
- Interview in: Hans:Martin	Bürki-Spycher: Höchste Zeit!, in: Schweizer Familie, Nr. 2 (Jan.	2009), S. 25–30, bes. S. 29
- Weisheit oder Mystik? in:	Aufgang, Jahrbuch für Denken, Dichten, Musik, Bd. 6 (2009), S.	36–50
- Einheit der Vernunft oder	Vielheit von Rationalitätstypen?, in: Interdisziplinäre	Philosophie der Gegenwart. Festgabe für Werner Gabriel zu seinem	65. Geburtstag, hrsg. von Hisaki Hashi, Wien 2009 (Wiener Arbeiten	zur Philosophie, Bd. 20), S. 177–193.  verändert in: Wiener	Jahrbuch für Philosophie, Bd. 42 (2010), S. 251–263
- Zauberei oder Aberglaube und	seine naturwissenschaftliche Aufklärung, in: Aufgang. Jahrbuch für	Denken, Dichten, Musik, Jg. 7 (2010), S. 343–354.
- erweitert	als: Schwarze und weiße Magie. Forschungsbericht aus Papua	Neuguinea, in: Jan Assman, Harald Strohm (Hrsg.): Magie und	Religion, München 2010, S. 221–243.
- Ethik als prima philosophia?,	in: Hans-Dieter Klein (Hrsg.): Ethik als prima philosophia, Würzburg	2011, S. 11–24.
- The concept of wholeness, in:	Diotima. Hommage	à l’académicien Evanghélos Moutsopoulos pour son 80e	anniversaire, Bd. 40 (2012), S. 1–16
- Reduktionistische Züge	kultureller Systeme, in: Reduktionismen – und Antworten der	Philosophie, hrsg. von Wilfried Grießer, Würzburg 2012, S.	267–283.
- Das Verhältnis zwischen	Wirtschaftssystem und Lebenswelt, in: schwarz-auf-weiß, März 2012	(http://www.schwarz-auf-weiss.org/SAW_Wirtschaftssystem_und_Lebenswelt___Karen_GLOY.pdf )
- The Project of Intercultural	Philosophy, in: BICHИK, Zeitschrift der Universität Kiew (ISSN	1728-3817) Kiew 2012, S. 63–68.
- Psychological and	epistemological reflections on truth and lies. / Reflexiones	psicológicas y epistemológicas acerca de la verdad y la mentira,	in: Persona. Revista de la Facultad de Psicología de la Universidad	de Lima, Lima 2012, Nr. 15, S. 191–204 (Übersetzung von Ramón	León)
- Kunstauffassung in ihren	Wandlungen, in: Zbližavanja. Zbornik povodom šezdesete obljetnice	života Damira Barbarića, Zagreb 2012, S. 303–314
- Gross National Happiness, in:	Neues auf Schwarz-auf-Weiss vom 23.1.2013
- System und Zeit bei Franz	Rosenzweig vor dem Hintergrund diverser Systemtypen, in: Die	Denkfigur des Systems im Ausgang von Franz Rosenzweigs „Stern der	Erlösung“, hrsg. von Hartwig Wiedebach (Philosophische Schriften,	Bd. 80), Berlin 2013, S. 47–60
- Was ist Zeit?	Tagungsauftakt zur ESSSAT-Tagung – jetzt zum Nachhören, in:	http://www.ev-akademie-rheinland.de/themen/karen-gloy-2082.php	2013  in: Alles fließt!, hrsg. von Frank Vogelsang, Almuth M.	D. Hattenbach, Thomas Kirchhoff, Hubert Meisinger, Bonn 2014, S.	7–28
- Panagiotis	Kanellopoulos and Heidelberg: The ultimate questions about the	meaning of life, in: PRAKTIKA	 EPISTHMONIKOU SUNEDRIOU GIA TON PANAGIWTH KANELLOPOULO,	Festschrift für Panagiotis Kanellopoulos Athen 22.–25. Nov.	2012, Athen 2013, S. 149–156. Übersetzung ins Griechische von Prof.	Dr. Georgia Apostolopoulou, S. 157–160
- Interkulturelle Philosophie,	übersetzt ins Russische von Prof. Dr. Wladimir A. Abaschnik, in:	Philosophy of Communication, Kharkov, Nr. 6 (2013), S. 26–30
- Albert Camus und das Absurde,	in: Martina Bär /  Maximillian Paulin (Hrsg.): Macht Glück Sinn?	Theologische und philosophische Erkundungen, Ostfildern 2014, S.	26–41 (auch online)
- Komplexität mit gesundem	Menschenverstand, in: Managementkompass, Frankfurt Business Media,	F.A.Z.-Fachverlag Frankfurt a. M. 2015, S. 28–31
- Wie wirklich ist die	Wirklichkeit?, in: Grenzgebiete der Wissenschaft, Innsbruck Jg. 65	(2016), Nr. 2, S. 99–128
- Post-Humanistic Thinking and Its	Ethical Evaluation, in: Irina Deretic und Stefan Sorgner (Hrsg.):	From Humanism to Meta-, Post- and Transhumanism? Frankfurt a. M.	2006, S. 215–226
- Zeit und Rapidität. Das	gesellschaftliche Verhältnis zur Zeit, in: Opus. Das Kulturmagazin	der Großregion im Herzen Europas, Saarbrücken: 9. Jg., Heft 56:	Die  Zeit. Die geheimnisvolle Dimension, S. 64–67
- Der Gesellschaftliche Wandel und	die Verflachung der Bildung, in: Opus, Kulturmagazin der Großregion	im Herzen Europas, Saarbrücken, 9. Jg., Heft 57, S. 72
- Multiperspektivität, in: Unter	freiem Himmel, hrsg. von Kirsten Voigt und Pia Müller-Tamm,	Bielefeld, Berlin 2017 S. 256–263 (mit CD) (auch Museumsausgabe,	Staatliche Kunsthalle Karlsruhe)
- Zeit in der Kunst: online (Code	Seniorenuni LMU)
- „Daß ich erkenne, was die	Welt im Innersten zusammenhält […]“, Goethe, Faust I, Vers 582	f, in: Was die Welt im Innersten zusammenhält. Das Konzept der	Materie im interdisziplinären Vergleich, hrsg. von Frank Vogelsang,	Almuth M. D. Hallenbach, Thomas Kirchhoff, Hilbert Meisinger, Bonn	2017, S. 53–74  auch in: Grenzgebiete der Wissenschaft,	Innsbruck, Jg. 66 (2017), S. 29–50
- Freiheit und Determinismus, in:	Freiheit. Begründung und Entfaltung in Philosophie, Religion und	Kultur, hrsg. von Martin Thurner (Eugen-Biser-Lectures Bd. 3),	Göttingen 2017, S. 31–47
- Stiftung der Zukunft und Zukunft	der Stiftung(en), in: Die Stiftung, Jahreshefte zum Stiftungswesen,	Jg. 11 (2017), S. 9–22
- Komplexitätsbewältigung als	Grund für das Wiedererstarkens des Analogiedenkens, in:	academia.edu (pdf) 2020
- Phänomenologische Begründung	von Raum und Zeit, in: Schlusslogische Letztbegründung. Festschrift	für Kurt Walter Zeidler zum 65. Geburtstag, hrsg. von Lois Marie	Rendl und Robert König, Berlin, Bern, Bruxelles, New York, Oxford,	Wien 2020, S. 471–498
- Vernünftigkeit oder	Rationalität der Geschichte in: akademia.edu. 2020
- Das Verhältnis von Kunst und	Philosophie, in: Münchener Theologische Zeitschrift, Jg. 71, Heft 2	(2020), S. 91–113
- Gesellschaften und ihre	Zeitformen, in: Zeitschrift für interkulturelle Germanistik, Jg.	12, Heft 2 (2021), S. 27–41.
- Von der	Transzendentalphilosophie zur interkulturellen Philosophie, in:	Transcendental Philosophy between Metaphysics and Politics. In	Memerory of Marek Jan Siemek, hrsg. von Marcin Poreba u. Amadeusz	Just, Würzburg 2021, S. 49–61.
- Der Weg in die	Interkulturalität. Hans-Dieter Klein zum 80. Geburtstag, in:	akademia.edu 2022
- Das analogische und das	wissenschaftliche Denken. Verabschiedung der Analogue in der	Renaissance und Wiedergeburt in der Moderne, in: Alina Noveanu,	Dietmar Koch und Niels Weidtmann (Hrsg.): Analogie. Zur Aktualität	eines philosophischen Schlüsselbegriffs, baden-Baden 2023, S. 9–33.
- Was kann ich glauben? In:	Braunschweiger Beiträge zur Religionspädagogik, Heft  186-1	(2023), S. 7–15.

## Festschrift für Gloy
- Alessandro Lazzari: Metamorphosen der Vernunft : Festschrift für Karen Gloy. Königshausen & Neumann, Würzburg 2003, ISBN 3-8260-2439-7.